# Dassault VEHRA
Le Véhicule Hypersonique Réutilisable Aéroporté (VEHRA) de Dassault est un projet de navette spatiale orbitale à corps portant, sans équipage, développée par Dassault Aviation. 

## Caractéristiques
Selon Dassault, le véhicule pourrait exister en 3 variantes :  
- Light, un démontrateur suborbital de 10t ;
- Medium, qui pourrait placer 250kg en orbite basse ;
- Heavy, qui pourrait envoyer plus de 7 tonnes en orbite basse[1].

Le véhicule serait largé depuis un avion gros porteur, à la manière du Launcher One de Virgin Orbit. Il utiliserait ensuite son système de propulsion pour se mettre en orbite, avant de revenir se poser sur Terre grâce à son design en corps portant, similaire à celui du X-38 et de l'IXV sur lesquels Dassault a également travaillé. Le véhicule est réutilisable. 
L'entreprise parle également d'une version habitée. 

## Avenir
Le projet n'a pas été commandé par la direction générale de l'Armement, mais cependant en 2021, l'Agence d'Innovation de la Défense discutait avec Dassault sur l'architecture de cet avion spatial. Les starts-ups Cailabs et Unseenlabs pourraient également être associées au projet.
En décembre 2022, le Commandant de l'Espace, le général Phillipe Adam, mentionne à nouveau un projet d'avion spatial orbital, capable de placer des satellites militaires en orbite basse pour un coût réduit. Il n'a cependant pas précisé si cet avion est le VEHRA de Dassault ou non. 